# Renata Fodor
Renáta Fodor (1º ottobre 1978) è una schermitrice ungherese.

## Biografia
Nei campionati europei di scherma ha conquistato una medaglia d'argento nella gara di spada a squadre a Funchal nel 2000 ed a Copenaghen nel 2004.

## Palmarès
In carriera ha conseguito i seguenti risultati:
- Europei di scherma

Funchal 2000: argento nella spada a squadre.
Copenaghen 2004: argento nella spada a squadre.